# 哈里·沃尔夫 (历史学家)
哈里·沃尔夫（英語： 1923年8月12日—2003年1月6日）是一位美国教育家和历史学家，专攻科学史，曾任约翰斯·霍普金斯大学教务长，1976–1987年间任普林斯顿高等研究院的第5任院长。